# Narcisa Lecușanu
Georgeta Narcisa Lecușanu (n. 14 septembrie 1976, Bacău, România) este o fostă jucătoare de handbal din România. Ultimul club pentru care a evoluat a fost Oltchim Râmnicu-Vâlcea. Din anul 2017, este membru în Comitetul Executiv al Federației Internaționale de Handbal. Este căsătorită și are doi copii.

## Biografie
Absolventă a Institutului de Educație Fizică și Sport din Bacău cu diplomă de masterat, Narcisa Lecușanu, care are o înălțime de 188 cm, a jucat pe post de Centru.
A jucat și la echipele CSȘ Bacău , CS Știința Bacău (România), Kometal Skopje (Macedonia), BVB 09 Dortmund, TV Lützellinden (Germania), Ikast Bording EH, DH Aalborg (Danemarca)
În 2005, Narcisa Lecușanu a fost declarată cetățean de onoare al municipiului Bacău.

## Palmares

#### Club
- Liga Națională:
  -  Câștigătoare: 2007, 2008, 2009, 2010

- Cupa României:
  -  Câștigătoare: 2007

- Supercupa României:
  -  Câștigătoare: 2007

- Liga Campionilor EHF:
  - Finalistă: 2010
  - Semifinalistă: 2004, 2006, 2009

- Supercupa Europei:
  -  Câștigătoare: 2007

- Cupa Cupelor EHF:
  -  Câștigătoare: 2003, 2007
  - Semifinalistă: 2000, 2002
- Campionatul Danemarcei
  - Finalistă: 2003, 2004, 2005, 2006
- Campionatul Germaniei
  -  Câștigătoare: 2001
  - Finalistă: 1999, 2002
- Campionatul Macedoniei
  -  Câștigătoare: 1997, 1998

#### Echipa națională
- Campionatul Mondial:
  -  Medalie de argint: 2005

- Campionatul Mondial pentru Tineret:
  -  Medalie de aur: 1995

## Carieră profesională
În cadrul MINISTERULUI TINERETULUI ȘI SPORTULUI (MTS)
- Secretar de Stat: februarie 2016 – ianuarie 2017.

În cadrul FEDERAȚIEI ROMÂNE DE HANDBAL:
- Vicepreședinte : februarie 2014 – iunie 2016
- Antrenor federal: 2010 – 2016
- Antrenor federal al Echipei Naționale de Senioare din septembrie 2010: 
  - Campionatul European 2012 Serbia (loc 10)
  - Campionatul Mondial 2011 Brazilia (loc 13)
  - Campionatul European 2010 Danemarca-Norvegia (loc 3)

- Antrenor federal al Echipei Nationale de Junioare:
  - Campionat Mondial 2014 (loc 1)

În cadrul FEDERAȚIEI EUROPENE DE HANDBAL (EHF): 
- Membru Executiv: 2016 – 2018
- Chairwoman WOMEN’S HANDBALL BOARD: 2016 – 2018
- Membră a Comisiei WOMEN’S HANDBALL BOARD: 2012 – 2022
- Membră a Comisiei STEERING GROUP: 2011-2012

În cadrul FEDERAȚIEI INTERNAȚIONALE DE HANDBAL (IHF):
- Membru Executiv: 2017 – prezent
- Chairwoman Working group: 2017 – prezent
- Membru Comisia Metodica: 2016 – 2017
- Membru Advisory Board – The European Association for Sport Management – 2020 – prezent

NTM Bussines International
- Director de Marketing – 2018 – prezent

## Distincții
- Maestru Emerit al Sportului (2010)
- Ordin de merit Clasa a II-a (2005)
- Cetățean de Onoare al Municipiului Bacău (2005)
- Maestru al Sportului  (1995)

## Cărți publicate
- Lecușanu, Narcisa (2020). Povestea vieții mele. Coresi Publishing House. ISBN 978-6-0699-6604-4.